# Mirów Nowy
Mirów Nowy [ˈmiruf ˈnɔvɨ] est un village polonais de la gmina de Mirów, du powiat de Szydłowiec et dans la voïvodie de Mazovie dans le centre-est de la Pologne.
Il se situe à environ 3 kilomètres à l'est de Mirów, à 16 kilomètres à l'est de Szydłowiec et à 113 kilomètres au sud de Varsovie.